# 마리아 엘리자베트 폰 외스터라이히 여대공

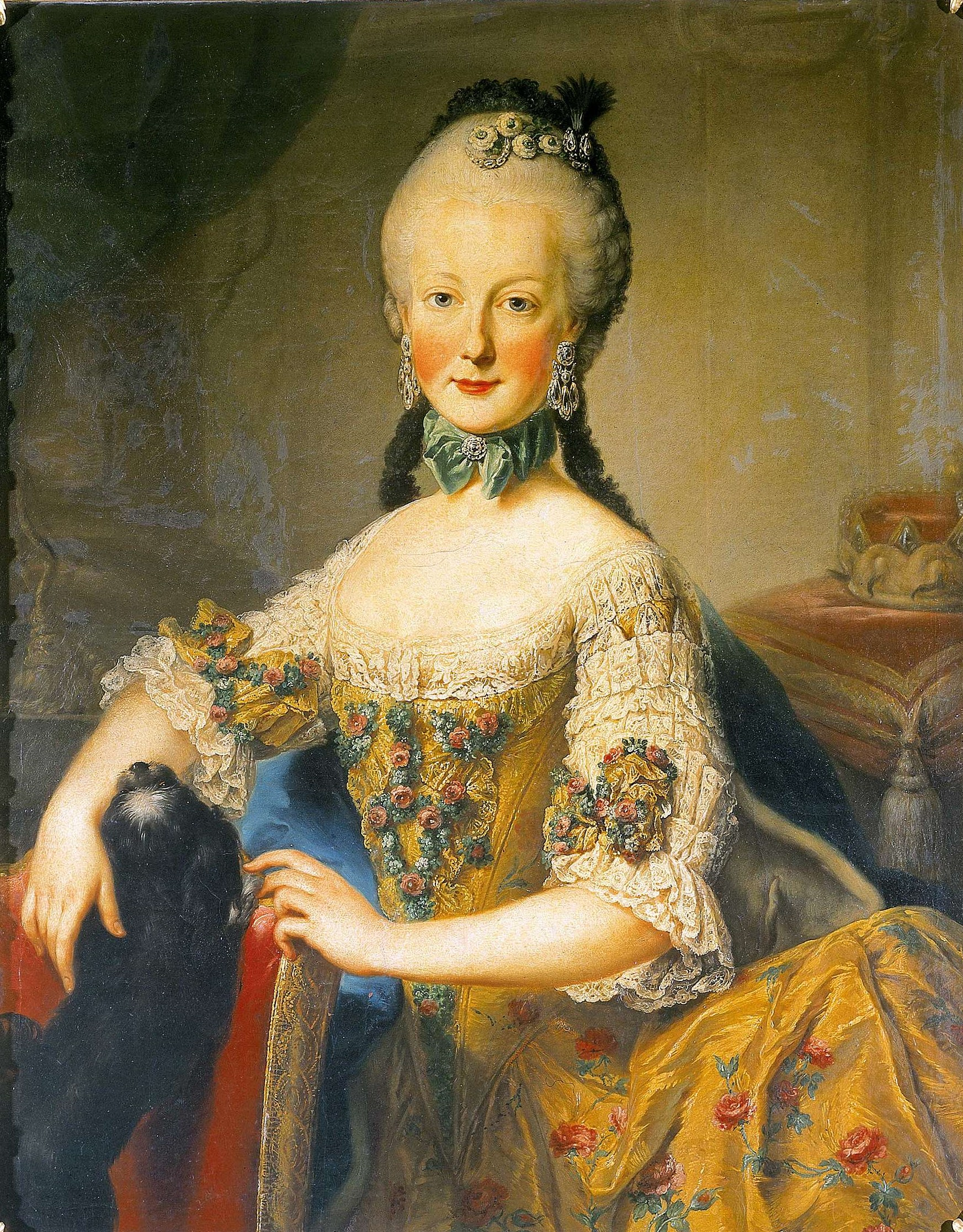

마리아 엘리자베트(1743년 8월 13일~1808년 9월 22일)는 합스부르크 왕가의 유일한 여제 마리아 테레지아의 다섯째 딸이다.
- 이름:마리아 엘리자베트
- 출생날짜:1743년 8월 13일
- 사망날짜:1808년 9월 22일(65세)
- 모친:마리아 테레지아
- 부친:프란츠 스테판